# Australian Ladies Masters
De Ladies Australian Masters is een jaarlijks golftoernooi van de ALPG Tour. Het toernooi werd in 1990 en het bestond toen uit drie rondes van 18 holes. In 1994 werd dat uitgebreid naar vier rondes.

## Geschiedenis
In 2007 werd het hoogste prijzengeld bereikt toen dat bestond uit AU$ 800.000. Een jaar later zakte dat naar AU$ 600.000, maar ook het prijzengeld van de andere toernooien zakte flink en de Masters bleef het hoogst gedoteerde toernooi. In 2007 waren er 150 deelneemsters: 55 van de Australische LPGA, 55 van de Europese Tour, 18 van de Koreaanse LPGA, 3 van de Japanse LPGA en 19 spelers die door de sponsors waren uitgenodigd.

## Golfbanen
| Jaren      | Golfbaan                 | Stad                   |
| ---------- | ------------------------ | ---------------------- |
| 1990-1991  | Palm Meadows Golf Course | Gold Coast, Queensland |
| 1992-heden | Royal Pines Resort       | Gold Coast, Queensland |

## Winnaressen
| Jaar                                      | Winnares                         | Score                            | Score                            | Info                                                    |
| Daikyo Australian Ladies Masters          | Daikyo Australian Ladies Masters | Daikyo Australian Ladies Masters | Daikyo Australian Ladies Masters | Daikyo Australian Ladies Masters                        |
| ----------------------------------------- | -------------------------------- | -------------------------------- | -------------------------------- | ------------------------------------------------------- |
| 1990                                      | Jane Geddes po                   | 209                              | –13                              | Won de play-off van Kristal Parker                      |
| 1991                                      | Jane Geddes                      | 209                              | –13                              |                                                         |
| Alpine Australian Ladies Masters          |                                  |                                  |                                  |                                                         |
| 1992                                      | Jane Crafter                     | 207                              | –15                              |                                                         |
| 1993                                      | Laura Davies                     | 211                              | –8                               |                                                         |
| 1994                                      | Laura Davies                     | 272                              | –20                              |                                                         |
| 1995                                      | Annika Sörenstam                 | 270                              | –22                              |                                                         |
| 1996                                      | Jane Crafter                     | 273                              | –19                              |                                                         |
| 1997                                      | Gail Graham                      | 273                              | –15                              |                                                         |
| Australian Ladies Masters                 |                                  |                                  |                                  |                                                         |
| 1998                                      | Karrie Webb                      | 272                              | –16                              |                                                         |
| 1999                                      | Karrie Webb                      | 262                              | –26                              |                                                         |
| 2000                                      | Karrie Webb                      | 274                              | –14                              |                                                         |
| ANZ Ladies Masters                        |                                  |                                  |                                  |                                                         |
| 2001                                      | Karrie Webb                      | 271                              | –17                              |                                                         |
| 2002                                      | Annika Sörenstam po              | 278                              | –10                              | Won de play-off van Karrie Webb                         |
| 2003                                      | Laura Davies                     | 203                              | –13                              |                                                         |
| 2004                                      | Annika Sörenstam                 | 269                              | –19                              |                                                         |
| 2005                                      | Karrie Webb                      | 271                              | –16                              |                                                         |
| 2006                                      | Amy Yang am po                   | 275                              | -13                              | Won de play-off van Catherine Cartwright en Ya-Ni Tseng |
| 2007                                      | Karrie Webb                      | 269                              | –19                              |                                                         |
| 2008                                      | Lisa Hall                        | 203                              | –13                              | Wegens slechte weer, afgewerkt in drie ronden           |
| 2009                                      | Katherine Hull                   | 272                              | –16                              |                                                         |
| 2010                                      | Karrie Webb                      | 262                              | –26                              |                                                         |
| ANZ RACV Ladies Masters                   |                                  |                                  |                                  |                                                         |
| 2011                                      | Yani Tseng                       | 264                              | –24                              |                                                         |
| Gold Coast RACV Australian Ladies Masters |                                  |                                  |                                  |                                                         |
| 2012                                      | Christel Boeljon                 | 267                              | –21                              |                                                         |
| Volvik RACV Ladies Masters                |                                  |                                  |                                  |                                                         |
| 2013                                      | Karrie Webb                      | 275                              | –13                              |                                                         |
| 2014                                      | Cheyenne Woods                   | 276                              | –16                              |                                                         |

### Meervoudig winnaressen
Golfsters die dit toernooi meer dan twee keer wonnen:
8 keer
- Karrie Webb: 1998, 1999, 2000, 2001, 2005, 2007, 2010, 2013

3 keer
- Laura Davies: 1993, 1994, 2003
- Annika Sörenstam: 1995, 2002, 2004

2 keer
- Jane Geddes: 1990, 1991
- Jane Crafter: 1992, 1996